# A Series of Unfortunate Events (serie de televisión)
Lemony Snicket's A Series of Unfortunate Events, o sencillamente A Series of Unfortunate Events (en Hispanoamérica Una serie de eventos desafortunados y en España Una serie de catastróficas desdichas), es una serie de televisión en streaming estadounidense de humor negro y drama distribuida por Netflix, desarrollada por Mark Hudis y Barry Sonnenfeld, basada en la serie de novelas infantiles del mismo nombre por Lemony Snicket. Está protagonizada por Neil Patrick Harris, Patrick Warburton, Malina Weissman, Louis Hynes, K. Todd Freeman, y Presley Smith.
La primera temporada, que se estrenó el 13 de enero de 2017, consta de ocho episodios y adapta los primeros cuatro libros de la serie. La serie se renovó para una segunda temporada en marzo de 2017, y fue estrenada el 30 de marzo de 2018, que consta de diez episodios que adaptan los libros cinco a nueve. 'A Series of Unfortunate Events por tercera temporada en abril de 2018, que se estrenó el 1 de enero de 2019 y que adapta los cuatro libros restantes.

## Sinopsis
Cuando los hermanos Baudelaire pierden a sus padres en un misterioso incendio, quedan a cargo de su nuevo tutor, el Conde Olaf, que intentará robarles la fortuna heredada a través de perversas artimañas.

## Reparto
- Neil Patrick Harris como Conde Olaf.[3]
- Patrick Warburton como Lemony Snicket.[4]
- Malina Weissman como Violet Baudelaire.[5]
- Louis Hynes como Klaus Baudelaire.[5]
- K. Todd Freeman como Señor Arthur Poe.[6]
- Presley Smith como Sunny Baudelaire.[7]
- Joan Cusack como Justice Strauss.[8]
- Aasif Mandvi como Tío Monty.[9]
- Catherine O'Hara como Dr. Georgina Orwell.[10]
- Don Johnson como Sir.[11]
- Alfre Woodard como Tía Josephine.[12]
- Dylan Kingwell como Duncan y Quigley Quagmire.[13]
- Avi Lake como Isadora Quagmire.[13]
- Kitana Turnbull como Carmelita Polainas.
- Usman Ally como Fernald Widdershins / The Hook-handed Man.[14]
- Nathan Fillion como Jacques Snicket.
- Lucy Punch como Esmé Miseria.
- Sara Rue como Olivia Caliban.
- Matty Cardarople como la Persona que no se parece ni a un hombre ni a una mujer.[14]
- Jacqueline y Joyce Robbins como the Powder-Faced Women.[14]
- Luke Camilleri como Gustav.[14]
- Sara Canning como Jacquelyn Sciezca,[14] la asistente del Señor Poe y una miembro de la sociedad secreta de la familia Baudelaire. Ella posee un catalejo.
- Will Arnett como Padre.
- Cobie Smulders como Madre.
- Allison Williams como Kit Snicket.
- Max Greenfield como Frank, Ernest y Dewey Deanoumount.
- Peter MacNicol como Ishmael.
- Kassius Nelson como Fiona Widdershins.
- Kerry Kenney como Babs.
- Roger Bart como Vicedirector Neron.
- Tony Hale como Jerome Miseria.
- Morena Baccarin como Beatrice Baudelaire I.

## Producción

### Desarrollo
En noviembre de 2014, Netflix, en asociación con Paramount Television, anunció sus planes para adaptar las novelas de A Series of Unfortunate Events a una serie televisiva, con el autor de los libros, Daniel Handler, como productor ejecutivo.

### Casting

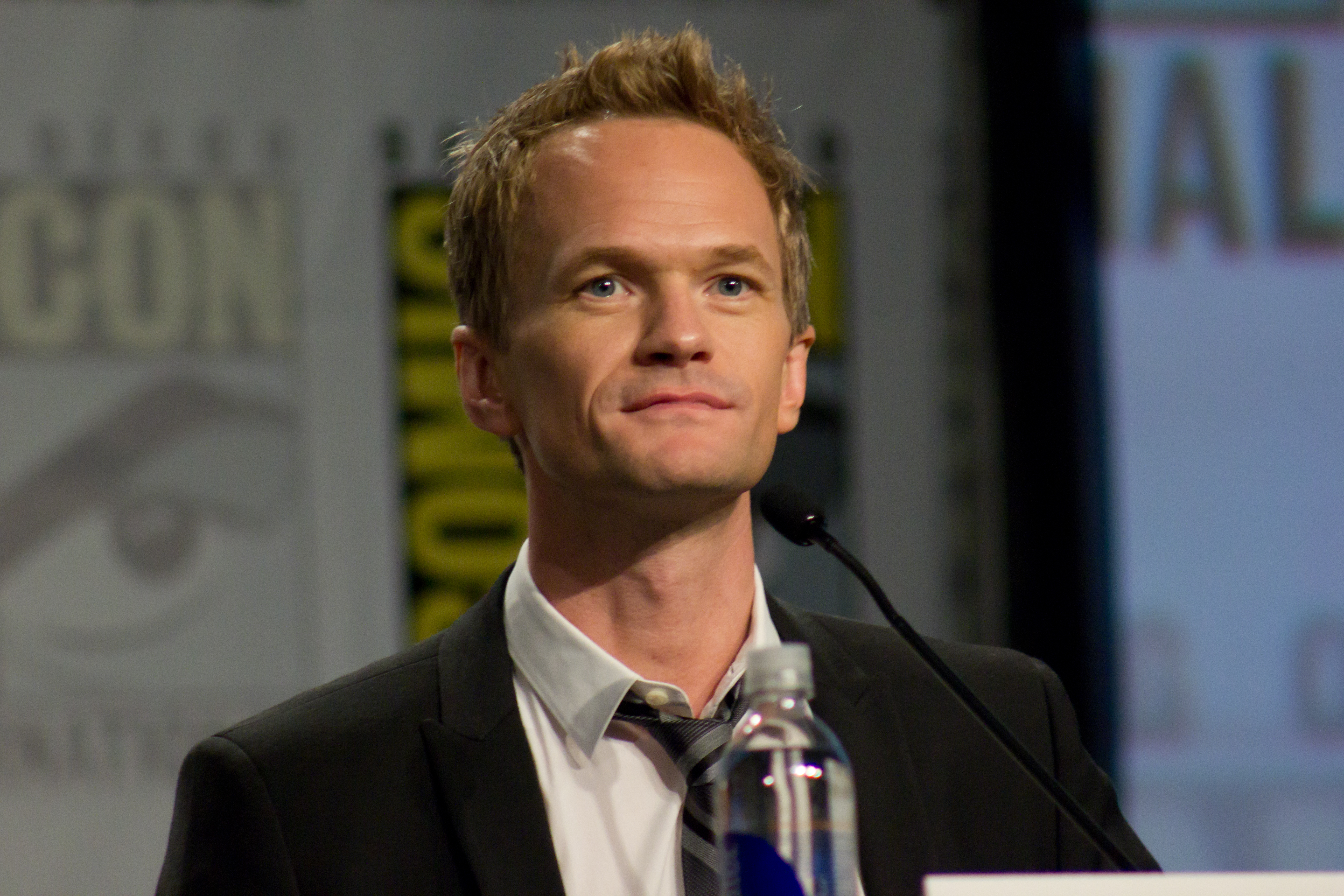
Neil Patrick Harris produce e interpreta al Conde Olaf en la serie.

El 3 de diciembre de 2015, se anunció que se abría un casting para los papeles de Violet y Klaus Baudelaire. En enero de 2016, Netflix anuncia que Neil Patrick Harris ha sido escogido para interpretar al Conde Olaf y Malina Weissman y Louis Hynes estuvo lanzado como Violet y Klaus.

### Filmación
La producción comenzó en marzo de 2016, y en agosto de 2016 varios miembros del reparto anunciaron a través de medios de comunicación sociales que el rodaje había acabado.

### Música
En abril de 2016, se anuncia que Nick Urata está componiendo la música para la serie.

## Lanzamiento
Los ocho episodios de la primera temporada de A Series of Unfortunate Events se estrenaron en todo el mundo por la plataforma Netflix el 13 de enero de 2017, en Ultra HD 4K y HDR. La segunda temporada fue estrenada el 30 de marzo de 2018 y la tercera temporada fue estrenada el 1 de enero de 2019.